# Curt Blomberg
Curt David Blomberg, född 1 maj 1911 i Stocksund, död 22 april 1979, var en svensk inredningsarkitekt.
Blomberg, som var son till arkitekt David Blomberg och Jenny Hjelm, anställdes efter studier vid Konstfackskolan i Stockholm, hos David Blomberg AB 1930, var chef där och för Sala Möbelfabriks AB (styrelseordförande) från 1939. Han är begravd på Danderyds kyrkogård.